# Konstnärsförbundet
Konstnärsförbundet var en sammenslutning af svenske kunstnere dannet i 1886 i opposition til Kungliga Akademien för de fria konsterna. De krævede reformer af akademiets organisation, undervisning og udstillingsaktiviteter.
Foreningens to udstillinger Från Seinens strand og Opponenternas utställning i 'Blanchs konstsalong' 1885 introducerede det franskinspirerede friluftsmaleri i svensk kunst (Barbizon-skolen).
Nogle betydningsfulde medlemmer var Ernst Josephson, Richard Bergh og Carl Larsson. Af andre kan nævnes
Nils Kreuger, Karl Nordström, J.A.G. Acke, Per Ekström Gustaf Fjaestad, Eugène Jansson, Björn Ahlgrensson, Eva Bonnier, Axel Sjöberg, Carl Wilhelmson, Christian Eriksson, Hanna Pauli og hendes mand Georg Pauli.
Konstnärsförbundet ophørte med at eksistere i 1920.
| - Blanchs konstsalong ved Kungsträdgården - Blanchs konstsalong ved Kungsträdgården, o. 1890 (sv) hvor de to udstillinger Från Seinens strand og Opponenternas utställning fandt sted 1885 - Blanchs konstsalong af maleren Gustaf Carleman, 1890'erne |

|  |  | Forsiden af udstillingskatalog fra 1890 af Karl Nordström. Udstillingen fandt sted i Blanchs konstsalong i 'Ateljébyggnaden vid Kungsträdgården' (sv) |

## Rerferencer
1. 1 2 3  Konstnärsförbundet i Den Store Danske på lex.dk af Inge Mørch Jensen
2. ↑    - "Då den goda smaken utmanades" – estetik och marknad i svensk konst 1885 fra Diva-portal.se af Eva Linander – Her omtales kunsten i Frankrig : "... det sena 1800talets franska avantgardekonst och konsten i Norden". Side 5, note